# Membrane interosseuse de l'avant-bras
La membrane interosseuse de l'avant-bras (ou ligament interosseux de l'avant-bras) est un feuillet fibreux qui relie les bords interosseux du radius et de l'ulna.

## Description

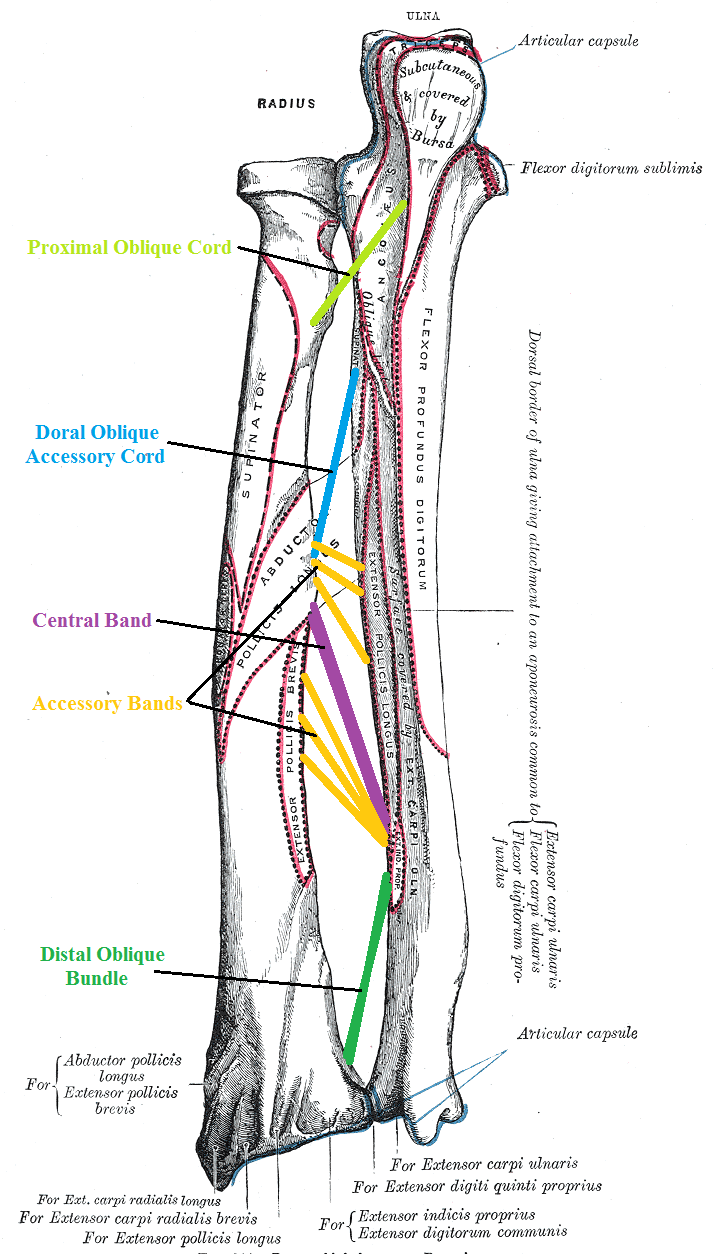
La membrane interosseuse de l'avant-bras avec la bande centrale, la bande accessoire, la corde oblique, la bande oblique distale et la corde dorsale oblique accessoire.

La membrane interosseuse de l'avant-bras est tendue entre le radius et l'ulna.
Elle a une longueur d'environ 10 cm et une épaisseur de l'ordre de 2 mmm. Elle est plus épaisse vers les zones d'insertion.
Les fibres s’entrecroisent avec des fibres tendues de l'ulna vers le radius de bas en haut, et des fibres tendues de haut en bas.
Dans sa partie supérieure, descendant du processus coronoïde de l'ulna vers le radius, un épaississement forme la corde oblique de la membrane interosseuse de l’avant-bras.

## Anatomie fonctionnelle
C'est la partie principale de la syndesmose radio-ulnaire.
La membrane interosseuse divise l'avant-bras en compartiments antérieur et postérieur
Elle sert de site d'attache pour les muscles de l'avant-bras.
Elle joue un rôle pour le transfert des charges axiales et transversales placées sur l'avant-bras entre l'ulna et le radius. La membrane interosseuse est conçue pour déplacer les charges de compression du radius distal vers l'ulna proximal. Les fibres à l'intérieur de la membrane interosseuse sont orientées obliquement de sorte que lorsqu'une force est appliquée, les fibres sont tendues, déplaçant une grande partie de la charge vers l'ulna. Cela évite de placer toute la charge sur une seule articulation.
Elle joue un rôle dans le contrôle et l'équilibrage du mouvement de pronation - supination.

## Aspect clinique
Les traumatismes de l'avant-bras peuvent occasionner des lésions à la membrane interosseuse allant d'une déchirure partielle à la rupture complète. Son atteinte implique un dysfonctionnement de l’ensemble de l'avant-bras.
L'évaluation de la membrane interosseuse peut être réalisée grâce à l'IRM ou à l'échographie.